# Siekiernicy
Siekiernicy – żołnierze polscy w powstaniu styczniowym uzbrojeni w siekiery i topory. W sytuacjach gdy zabrakło do rozdania broni palnej, czy kos to zgłaszającym się ochotnikom rozdawano cokolwiek co mogło posłużyć za broń, w tym siekiery i topory. Znany jest też jeden przypadek, gdy w ramach przygotowań do wybuchu powstania celowo nastawiono się na stworzenie oddziału siekierników. Taka sytuacja miała miejsce w oddziale Józefa Oxińskiego.

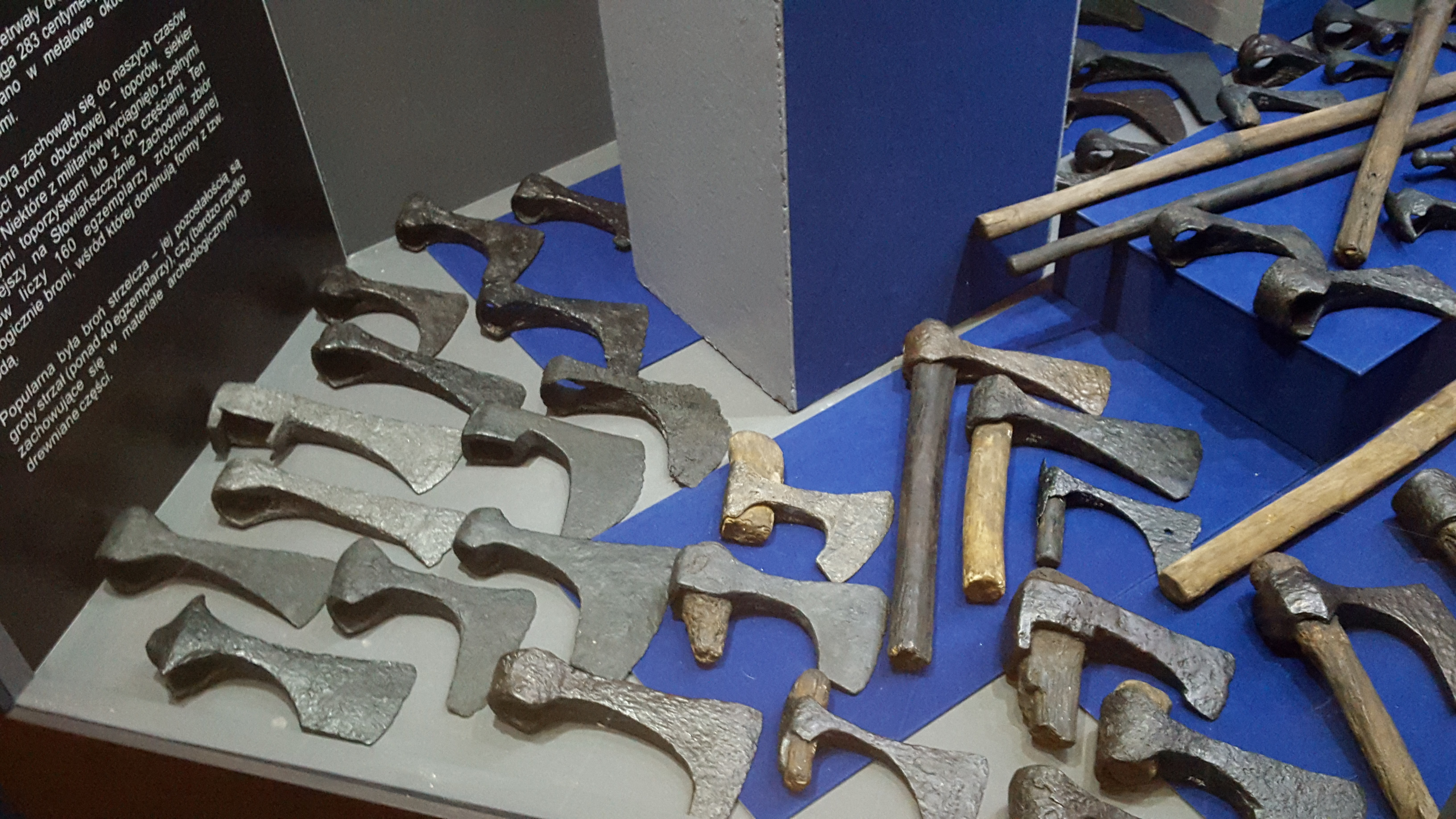
siekiery i topory

Józef Oxiński przed wybuchem powstania styczniowego jako organizator województwa kaliskiego przygotowywał się do zdobycia Warty. W ramach tych przygotowań przed powstaniem zakupiono 48 siekier i toporów, oraz 25 oskardów. Narzędzia te kupiono pod pretekstem wyposażenia robotników mających wycinać las. Planowano przeprowadzić atak z zaskoczenia na stacjonujących w Warcie Rosjan, a siekiery i topory miały być przenoszone w ukryciu pod ubraniem. Ostatecznie do ataku jednak nie doszło z powodu zebrania się mniejszej liczby ochotników, niż wcześniej zakładano. Spowodowane to było działalnością stronnictwa białych, którzy nie chcieli dopuścić do wybuchu powstania. Rozpowszechniali oni błędne informacje jakoby powstanie zostało odwołane.
Ostatecznie na punkcie zbornym 22 stycznia 1863 r. zebrało się 53 powstańców. Oxiński zorganizował z nich dwa plutony. Pierwszy to pluton strzelców liczący 25 powstańców (bo tylko tyle było broni palnej) i pluton siekierników złożony z 25 ludzi. Pierwszym dowódcą plutonu siekierników został Aleksander Littich. Po rozesłaniu wiadomości do naczelników sąsiednich miast, że powstanie jest jednak faktem, oddział wkrótce się powiększył o 7 konnych i 52 ludzi. Pluton siekierników powiększył się do 44 ludzi, podzielonych na 4 sekcje po 11 ludzi. Dowództwo nad oddziałem siekierników przekazano Teofilowi Chłonowskiemu, powierzając Littichowi nadzór nad oddziałem. Oddział Oxińskiego w początkach swego istnienia składał się więc tylko z trzech formacji: strzelców, siekierników i jazdy. W połowie lutego 1863 r. oddział stacjonował w lasach majątku Kaszewice. Korzystając z znajdujących się w pobliżu fryszerki i walcowni osadzono na drążkach kosy i wtedy w oddziale pojawili się kosynierzy.
Znany jest jeszcze inny sposób wykorzystania siekier. W oddziale Apolinarego Kurowskiego gdy zabrakło kos do rozdania, to wykorzystano ostrza siekier. Osadzono je na długich drążkach i nadano im nazwę halabard. Brak jest jednak informacji, czy w oddziale Kurowskiego tworzono osobne pododdziały halabardników, czy byli oni wymieszani z kosynierami i pikinierami. Powstańcy uzbrojeni w siekiero/halabardy wzięli w każdym razie udział w bitwie pod Miechowem. 